# The Show
 The Show és una pel·lícula muda estatunidenca dirigida per Tod Browning el 1927, produïda per la Metro-Goldwyn-Mayer i basada en la novel·la The Day of Souls de Charles Tenney Jackson (1910).

## Argument
Cock Robin, actor molt cregut de si mateix, fa de Joan Baptista al teatre, en el Carnaval de Budapest. La noia que interpreta Salomé s'enamora d'ell. Però Robin s'interessa per Lena, ja que el seu pare és ric. "El grec", un perillós individu, considera matar l'actor que el molesta.

## Repartiment
- John Gilbert: Cock Robin
- Renée Adorée: Salomé
- Lionel Barrymore: El grec
- Gertrude Short: Lena
- Edward Connelly: El soldat cec
- Andy Mac Lennan: La Fura
- Dorothy Sebastian: (no surt als crèdits) Una espectadora
- Polly Moran: (no surt als crèdits) dona davant del grup de carnaval

## Crítica
Un dia Tod Browning haurà de tenir el lloc que es mereix en la història del cinema. Apassionant, la carrera del cineasta no s'atura al famós Freaks. El seu gust per allò que és estrany i fantàstic apareix ja a The Show amb la impressionant escena de la decapitació de Joan Baptista, filmada en un magnífic joc d'ombres i de llums. Paràbola sobre el Bé i el Mal, aquest melodrama panteixant barreja hàbilment l'acció de l'obra teatral amb el drama que hi ha entre els actors. John Gilbert, un seductor vanitós i sense moral, Lionel Barrymore, inquietant i sàdic, i Renée Adorée, són del tot convincents, a condició d'acceptar prendre una mica de distància amb el joc sovint emfàtic imposat pel mut."